# Левит-Гуревич, Соломон Маркович
Соломо́н Ма́ркович Леви́т-Гуре́вич (20 ноября (3 декабря) 1905—1980) — советский кинорежиссёр, автор научно-популярных и учебных фильмов. Работал на киностудии «Центрнаучфильм».

## Фильмография
- 1931 — Москва сегодня
- 1949 — Влияние скоростных и высотных полётов на организм лётчика
- 1956 — Непрерывная разливка стали[1]
- 1956 — Атомная энергия для мирных целей (совм. с Д. Боголеповым, В. Бугаевым, М. Таврог, В. Шнейдеровым, И. Аксенчуком)[2]
- 1958 — Рассказ о великом плане[3]
- 1959 — Рассказы о семилетнем плане. Электрификация СССР (также автор сценария)
- 1960 — Здесь работают автоматы
- 1961 — Наши друзья — автоматы[4]
- 1962 — Рассказ о пустоте[5]
- 1963 — Время молодых машин[6]
- 1963 — Три триллиона[7]
- 1964 — Диагностика плазмы
- 1964 — Выставка «Новое в строительстве Москвы»[8]
- 1965 — Поговорим о надёжности
- 1966 — Самый крупный в мире ускоритель протонов
- 1967 — Новое в производстве молочно-белковых продуктов
- 1968 — Сцепление рожденное пустотой
- 1973 — Хроника монокристалла[9]

## Награды
- 1964 — Ломоносовская премия за фильм «Рассказ о пустоте»[10]